# Bianca Milesi
Bianca Milesi (Milão, 22 de maio de 1790 — Paris, 8 de junho de 1849) foi uma patriota, escritora e pintora italiana.